# Telmatoscopus steffani
Telmatoscopus steffani és una espècie d'insecte dípter pertanyent a la família dels psicòdids.

## Descripció
- Mida petita i ales molt tacades als extrems de la nervadura.
- Mascle: sutura interocular feble, arquejada o invertida en forma de "V"; front amb una àrea pilosa trapezoïdal i una franja que s'estén per sobre del marge superior dels ulls; palp núm. 1 inflat; edeagus petit i en forma de "Y"; antena de 0,95-1,04 mm de llargària; ales d'1,22-1,45 mm de longitud i 0,47-0,55 d'amplada.
- Femella: similar al mascle amb els lòbuls de la placa subgenital en forma de paleta d'obrar i ben separats; antenes de 0,87-1 mm de llargada; ales d'1,35-1,60 mm de llargària i 0,47-0,57 d'amplada.[3]

## Distribució geogràfica
Es troba a Nova Guinea.